# Athletics Ireland
La Athletics Ireland (Athletics Association of Ireland o AAI) è una federazione sportiva che ha il compito di promuovere la pratica dell'atletica leggera e coordinarne le attività dilettantistiche ed agonistiche in Irlanda.

## Storia
L'AAI nella sua forma attuale è del 2000, ma l'organizzazione dell'atletica leggera in Irlanda risale alla fine dell'Ottocento, resa complicata dalla questione irlandese e la divisione dell'isola nel 1923.
Nel 1884 si crea la Gaelic Athletic Association (GAA) e poco dopo la Irish Amateur Athletic Association (IAAA) nel 1885. La Cross County Association of Ireland (CCAI) è fondata nel 1886 e diventa poi parte della IAAA. Nel 1923 la National Athletic and Cycling Association (NACA) è creata unificando la IAAA, la CCAI e l'Athletics Council della GAA, con la GAA che si occupava solo dei Gaelic Games. La NACA è allora ammessa a diventare membro della IAAF. Nel luglio 1924 la Northern Ireland Amateur Athletic, Cycling and Cross Country Association (NIAAA) è creata in Irlanda del Nord per una disputa su un meeting a Belfast, lasciando la NACA. La Amateur Athletic Association (AAA) britannica accettò questa scissione nel suo seno.
Nel 1930, la IAAF adottò nel suo regolamento una disposizione che obbligava le federazioni nazionali a corrispondere con uno stato politico. La NACA rifiutò e fu sospesa dalla IAAF.
Nel 1937, certi club lasciarono la NACA per formare la Irish Amateur Athletic Union (IAAU) che divenne membro della IAAF. La sospensione della NACA divenne definitiva. La NACA cambiò il suo nome in National Athletic and Cultural Association of Ireland (NACAI).
La IAAU divenne la Amateur Athletic Union of Eire (AAUE) che rappresentò l'Irlanda ai Giochi olimpici. Nel 1967, il Bord Lúthchleas na hÉireann (BLE) è creato.
Nel 1987, con migliori relazioni sud-nord, il BLE e la NACAI siglarono un accordo permettendo agli atleti dei due enti di rappresentare l'Irlanda. Nel 2000, il BLE e la NACAI si sciolsero per creare la Athletics Association of Ireland (odierna Athletics Ireland).